# Harvest Queen
Die Harvest Queen war ein US-amerikanisches Segelschiff der Black Ball Line, das am 31. Dezember 1875 vor der irischen Küste im St.-Georgs-Kanal nach einer Kollision sank.

## Daten
Das Schiff wurde 1854 für C. H. Marshall & Co. gebaut. Es wurde als Frachtschiff verwendet.

## Kollision und Untergang
Die Harvest Queen war am 29. Dezember von San Francisco kommend in Queenstown in Irland eingetroffen und nun unter dem Kommando von Kapitän Jansen aus Waterford mit einer Ladung Getreide von Queenstown nach Liverpool unterwegs, als sie mit der zur White Star Line gehörenden Adriatic unter dem Kommando von Kapitän Jennings kollidierte und daraufhin sank. Das Unglück geschah offenbar so schnell, dass die Besatzung der Adriatic das Schiff nicht einmal mehr identifizieren konnte und erst aus später gefundenen Überresten Rückschlüsse gezogen werden konnten, mit welchem Segelschiff die Adriatic in dieser Nacht kollidiert war. Alle 30 Menschen an Bord der Harvest Queen kamen bei dem Unfall ums Leben.
Auf der Adriatic, die von Liverpool nach New York unterwegs war, waren zum Zeitpunkt des Unglücks drei Männer mit dem Ausguck beauftragt. Um 2.35 Uhr kam, auf der Steuerbordseite vor dem Schiff, zum ersten Mal das grüne Positionslicht der Harvest Queen in Sicht, vermutlich in einer Entfernung von etwa zweieinhalb Meilen. Zu diesem Zeitpunkt fuhr das Dampfschiff mit einer Geschwindigkeit von etwa zwölf Knoten mit vorschriftsmäßiger Beleuchtung bei rauer See und starkem Wind aus südwestlicher Richtung. Vier Minuten später kam das rote Positionslicht der Harvest Queen in Sicht, was bedeutete, dass sie ihren Kurs gewechselt haben musste. Daraufhin ließ der Erste Offizier der Adriatic die Maschinen drosseln. Die Adriatic drehte leicht nach Steuerbord. Zu diesem Zeitpunkt dürfte der Abstand zwischen den beiden Schiffen noch etwa eineinviertel Meilen betragen haben, mit einer unmittelbaren Begegnung war nach etwa vier Minuten zu rechnen. Man versuchte nun auf der Adriatic, einen Parallelkurs zu dem der Harvest Queen einzuschlagen. Doch um 2.40 Uhr kam wiederum das grüne Positionslicht der Harvest Queen in Sicht; sie hatte erneut gedreht. Daraufhin erging auf der Adriatic der Befehl, die Maschine zu stoppen und so schnell wie möglich zu beginnen, mit voller Kraft rückwärts zu fahren. Jetzt wurde der Kapitän alarmiert, der um 2.41 Uhr an Deck erschien und zunächst noch in ziemlicher Nähe das grüne Licht, dann beide Positionslichter und dann wieder das rote Positionslicht der Harvest Queen erblickte. Er befahl, das Schiff hart nach steuerbord zu lenken, um auf der linken Seite der Harvest Queen vorbeizukommen. Zwar lief zu diesem Zeitpunkt die Maschine schon rückwärts, das Schiff bewegte sich aber immer noch langsam vorwärts, so dass das Manöver nicht den gewünschten Effekt hatte. Die Harvest Queen, unter vollen Segeln, rammte das Dampfschiff, kam aber wieder frei, als die Adriatic sich langsam rückwärts bewegte. Sie schien der Besatzung der Adriatic nicht allzu schwer beschädigt. Der Erste Offizier der Adriatic rief das Schiff an, doch erfolgte keine Reaktion. Der Kapitän der Adriatic hatte zunächst Befehl gegeben, die Boote klarzumachen, widerrief jedoch diese Anordnung, nachdem die Harvest Queen ohne ein Zeichen von Aufregung an Bord weitersegelte. Die Adriatic setzte ihre Fahrt langsam fort. Gerade als sie die Harvest Queen aus der Sicht verlor, waren Hilferufe zu hören, woraufhin die Maschinen gestoppt und die Boote ausgebracht wurden. Der Kapitän der Adriatic nahm an, dass vielleicht einige Seeleute bei der Kollision über Bord gegangen waren, ahnte jedoch zu diesem Zeitpunkt nicht, dass das ganze Schiff am Sinken war. Die Suche nach Personen im Wasser blieb erfolglos und wurde schließlich abgebrochen. Einige Tage nach dem Unglück wurden Teile des Schiffes bei Wexford in Irland angetrieben.

## Schuldfrage
Die Schuld an dem Unglück wurde zunächst der Besatzung der Adriatic zugesprochen: Sie habe keinen ausreichenden Ausguck gehabt, sei zu schnell unterwegs gewesen und habe nicht sofort angemessen auf die Annäherung des anderen Schiffes reagiert: Einem Statement des Managers der Black Ball Line in einem Interview mit einem Reporter der New York Times zufolge waren die Schifffahrtsregeln nicht eingehalten worden, als die beiden Schiffe einander begegneten. Diese Regeln sahen vor, dass das Segelschiff seinen Kurs beibehalten und das Dampfschiff ausweichen sollte. Diese Regel habe die Adriatic nicht befolgt. Stattdessen habe man die Maschinen gestoppt und dann Fahrt rückwärts aufgenommen, was aber erwartungsgemäß zu lang gedauert habe. Nachdem die Untersuchung des Falls 1879 abgeschlossen war, kam man jedoch zu dem Schluss, dass der Vorgang nicht mehr genau zu rekonstruieren war, aber der Verdacht bestand, dass auf der Harvest Queen nicht mit ausreichender Sorgfalt gearbeitet worden war und die Schuld auf beiden Seiten zu suchen war. Ein Gutachten von 1883 schließlich kam zu dem Ergebnis, dass die Schuld eher bei der Besatzung der Harvest Queen zu suchen war.